# 兰道附近奥特斯海姆
兰道附近奥特斯海姆是德国莱茵兰-普法尔茨州的一个市镇。总面积7.89平方公里，总人口1808人，其中男性900人，女性908人（2011年12月31日），人口密度229人/平方公里。